# The Replacements (banda)
The Replacements fueron un grupo estadounidense de punk rock y rock alternativo formado en Minneapolis, Minnesota, activo principalmente durante la década de 1980. El grupo se disolvió en 1991, y anunció una reunión en 2012. Los fans se refieren a la banda por su apodo "The 'Mats", que se originó como un truncamiento de "The Placemats", una pronunciación incorrecta de su nombre.
Dos de sus álbumes aparecieron en la lista "Los 500 Mejores Discos de la Historia" de la revista Rolling Stone en 2012, Let it Be en el puesto 239 y Tim en el 136. Ambos álbumes aparecen también en el libro 1001 discos que hay que escuchar antes de morir (ed. Grijalbo) escrito por el crítico británico Robert Dimery y con un prefacio del cofundador de la revista Rolling Stone, Michael Lydon.

## Grupo
The Replacements fueron formados en Minneapolis, Minnesota en 1979 por el guitarrista y cantante Paul Westerberg, el guitarra solista Bob Stinson, su hermano Tommy Stinson al bajo y Chris Mars a la batería. Esta formación perduró durante casi toda su carrera. Inicialmente The Replacements tocaban punk rock estilo Ramones y Johnny Thunders (a quien le escribieron una canción en su primer disco, Sorry Ma, Forgot to Take Out the Trash, de 1981), pero se cansaron pronto de esta fórmula y empezaron a añadir elementos de rock clásico a su sonido. Tras el críticamente aclamado Let it Be (1984) pasaron de la discográfica independiente Twin/Tone a Sire Records, convirtiéndose así en uno de los primeros grupos underground en pasarse a una multinacional (junto con sus vecinos y colegas de Minneapolis, Hüsker Dü).
En 1986 Bob Stinson fue expulsado del grupo y sustituido por Slim Dunlap; en 1990 Chris Mars sería sustituido también por Steve Foley. Durante esta última etapa Paul Westerberg ejercía un control casi absoluto sobre la banda. En 1991 puso fin a The Replacements. Pese a su escaso éxito comercial, influyeron a un número importante de músicos de los 90, cómo: Nirvana, Green Day, Goo Goo Dolls, They Might Be Giants y Pavement.
Durante su carrera musical The Replacements fueron conocidos por sus conciertos caóticos, en los que frecuentemente tocaban en estado de embriaguez y acababan rompiendo sus instrumentos. Tenían una reputación de ser un grupo "gamberro" y algo reacio a las entrevistas y la publicidad. De hecho, su nombre original era The Impediments, pero tras ser expulsados de un local en Minneapolis por su comportamiento escandaloso, durante uno de sus primeros conciertos, lo cambiaron a The Replacements (Los sustitutos).

## Música
The Replacements comenzaron tocando punk rock veloz, agresivo, gamberro y suelto. Para su segundo disco Hootennany (1983), añadieron melodías más pop y una canción grabada enteramente por Paul Westerberg de contenido romántico, con unos discretos teclados y unos efectos de guitarra muy inusuales en el ámbito punk rock. Esta transformación se completó en Let it Be (1984) en el que combinaban los ingredientes del punk rock con un sonido del rock clásico, heredero de The Faces o The Rolling Stones. Westerberg se atrevía a tocar el piano en una balada acerca de la libertad de orientación sexual "Androgynous", el guitarrista de R.E.M., Peter Buck, colaboraba tocando el mandolín en una canción y Bob Stinson tocaba una guitarra de 12 cuerdas en algunos temas. A pesar de todo esto, The Replacements aún tocaban bastante rápido y de manera ruidosa y suelta. Como lo haría un grupo de punk, aunque los ingredientes fueran ahora rock and roll.
Después de pasarse a Sire Records, una subsidiaria de Warner Bros. Records, The Replacements grabaron Tim (1985) con Tommy Ramone como productor. Este álbum tenía un sonido mucho más limpio que los anteriores y las canciones sonaban más compactas. Esto se debe a que Chris Mars grabó con metrónomo, cosa que no hacía antes, y a que Bob Stinson rebajó su nivel habitual de distorsión. Las influencias de Westerberg continuaban evolucionando, esta vez hacia el primer Elvis Presley y Big Star. Esto implicaba que en el álbum se apreciaban cortes más cercanos al rockabilly en algunos casos y al power pop en otros. El álbum, con su "sonido radio", era un claro intento por parte de la productora de llegar al "mainstream", pero su éxito comercial fue escaso, en parte debido a que The Replacements sabotearon la promoción escogiendo como sencillo una canción que trataba sobre una generación alienada bajo el gobierno de Ronald Reagan ("Bastards of Young"), y cuyo videoclip era un plano continuo de un altavoz en blanco y negro.
Para su siguiente álbum, Pleased to Meet Me (1987), The Replacements viajaron a Memphis, Tennessee a grabar con el productor de Big Star Jim Dickinson. Bob Stinson fue echado del grupo en este momento, en parte por sus problemas con el alcohol y también porque se negaba a aceptar el nuevo estilo musical del grupo. Para suplir su ausencia, el álbum incluye el uso de instrumentos de viento en algunas canciones. Los singles fueron "Alex Chilton" (por el cantante guitarrista de Big Star) y "The Ledge", cuyo videoclip (en el que los miembros del grupo se limitan a estar sentados en un sofá durante toda la canción) fue prohibido en la MTV por su letra, que narraba un suicidio adolescente. A pesar de hacer su sonido más accesible para el mainstream, The Replacements continuaron alienando a su potencial audiencia con su actitud.
Después de otros dos álbumes, cada vez más tranquilos, The Replacements acabaron desintegrándose sin alcanzar el éxito masivo.

## Miembros

### Miembros
- Paul Westerberg - Voz, guitarra (1979–1991, 2006, 2012–2015)
- Tommy Stinson - Bajo (1979–1991, 2006, 2012–2015)
- Chris Mars – Batería (1979–1990, 2006)
- Bob Stinson – Guitarra (1979–1986; murió 1995)
- Slim Dunlap – Guitarra (1987–1991)
- Steve Foley – Batería (1990–1991; murió 2008)
- Vicente Gimenez - Bajo (1979-1991; murió 2001)

### Músicos de gira
- Josh Freese - Batería (2006, 2012–2015)
- Dave Minehan – Guitarra (2012–2015)

Línea de tiempo

## Discografía

### Álbumes
- Sorry Ma, Forgot To Take Out The Trash. Twin/Tone (agosto de 1981)
- Stink. Blackberry Way (24 de junio de 1982) SYD.
- Hootenanny. Twin/Tone (abril de 1983)
- Let It Be. Twin/Tone (octubre de 1984)
- Tim. Sire (septiembre de 1985) - POP #183
- Pleased To Meet Me. Sire (mayo de 1987) - POP #131
- Don't Tell A Soul. Sire (febrero de 1989) - POP #57
- All Shook Down. Sire (septiembre de 1990) - POP #69
- All For Nothing/Nothing For All (recopilación 2xcd). Sire (octubre de 1997) - POP #143

### Sencillos
- "I'm In Trouble / If Only You Were Lonely". Twin/Tone (agosto de 1981)
- "Color Me Impressed". Twin/Tone (1983)
- "I Will Dare / 20th Century Boy". Twin/Tone (julio de 1984)
- "Bastards Of Young". Sire (1985)
- "Kiss Me On The Bus / Little Mascara". Sire (mayo de 1986)
- "Can't Hardly Wait / Cool Water". Sire (julio de 1987)
- "Alex Chilton". Sire (1987)
- "The Ledge". Sire (1987)
- "Skyway". Sire (1988)
- "Cruella DeVille". Sire (1988) - MOD #11
- "I'll Be You / Date To Church". Sire (marzo de 1989) - POP #51, ROK #1, MOD #1
- "Back To Back". Sire (1989) - MOD #28
- "Achin' To Be". Sire (agosto de 1989) - ROK #37, MOD #22
- "Merry Go Round". Sire (1990) - MOD #1
- "Someone Take The Wheel". Sire (1991) - MOD #15
- "When It Began". Sire (1991) - MOD #4

POP: Billboard Hot 100;
ROK: Mainstream Rock Tracks;
MOD: Modern Rock Tracks